# بسر بن أبي أرطأة
بُسر بن أرطاة بن أبي أرطاة وهو عُمير بن عُويمر بن عِمران بن الحُليس بن سيار بن نزار بن معيص بن عامر بن لؤي القرشي يكنى أبا عبد الرحمن وعداده في أهل الشام‌.‌ قال الواقدي‌:‌ ولد قبل وفاة النبي بسنتين، وقال يحيى بن معين، وأحمد بن حنبل وغيرهما‌:‌ قبض رسول الله وهو صغير، وقال أهل الشام‌:‌ سمع من رسول الله وهو أحد من بعثه عمر بن الخطاب مدداً لعمرو بن العاص لفتح مصر، على اختلاف فيه أيضاً فمن ذكره فيهم قال‌:‌ كانوا أربعة‌:‌ الزبير، وعمير بن وهب، وخارجة بن حذافة، وبسر بن أرطاة، والأكثر يقولون‌:‌ الزبير والمقداد، وعمير، وخارجة‌.‌ قال أبو عمر‌:‌ وهو أولى بالصواب، قال‌:‌ ولم يختلفوا أن المقداد شهد فتح مصر‌.‌
أخبرنا أبو أحمد عبد الوهّاب بن علي الأمين، أخبرنا أبو غالب محمد بن الحسن المارودي، مناولة، بإسناده إلى سليمان بن الأشعث قال‌:‌ حدثنا أحمد بن صالح، أخبرنا ابن وهب، أخبرني حيوة، عن عياش بن عباس القتباني، عن شييم بن بيتان، ويزيد بن صبح الأصبحي، عن جنادة بن أبي أمية قال‌:‌ كنا مع بسر بن أبي أرطاة في البحر، فأتى بسارق يقال له‌:‌ مصدر، قد سرق، فقال‌:‌ سمعت رسول الله يقول‌:‌ ‌"‌لا تقطع الأيدي في السفر‌"‌.‌
وشهد صفين مع معاوية، وكان شديداً على علي وأصحابه‌. قال أبو عمر‌:‌ كان يحيى بن معين يقول‌:‌ لا تصح له صحبة، وكان يقول‌:‌ هو رجل سوء وذلك لما ركبه في الإسلام من الأمور العظام، منها ما نقله أهل الأخبار وأهل الحديث أيضاً؛ من ذبحه عبد الرحمن وقثم ابني عبيد الله بن العباس بن عبد المطلب، وهما صغيران، بين يدي أمهما، وكان معاوية سيره إلى الحجاز واليمن ليقتل شيعة علي ويأخذ البيعة له، فسار إلى المدينة ففعل بها أفعالاً شنيعة وسار إلى اليمن، وكان الأمير على اليمن عبيد الله بن العباس عاملاً لعلي بن أبي طالب، فهرب عبيد الله، فنزلها بسر ففعل فيها هذا، وقيل‌:‌ إنه قتلهما بالمدينة، والأول أكثر‌.‌ قال‌:‌ وقال الدارقطني:‌ بسر بن أرطاة له صحبة، ولم تكن له استقامة بعد النبي ولما قتل ابني عبيد الله أصاب أمهما عائشة بنت عبد المدان من ذلك حزن عظيم فأنشأت تقول‌:‌
ودخل المدينة، فهرب منه كثير من أهلها منهم‌:‌ جابر بن عبد الله، وأبو أيوب الأنصاري، وغيرهما وقتل فيها كثيراً‌.‌ وأغار على همدان باليمن، وسبى نساءهم، فكن أول مسلمات سبين في الإسلام ، وهدم بالمدينة دوراً.
قيل‌:‌ توفي بسر بالمدينة أيام معاوية، وقيل‌:‌ توفي بالشام أيام عبد الملك بن مروان، وكان قد خرف آخر عمره‌.‌ أخرجه الثلاثة‌.‌